# 天主教卡萊教區
天主教卡萊教區 （拉丁語：Dioecesis Kalayensis）是羅馬天主教的一個教區，位於緬甸西北部，包括實皆省和欽邦各一部份，面積22,235平方公里。受曼德勒總教區管轄。
2010年5月22日升格為教區。現任主教為斐理·連景東。有20個堂區、49,165教友、26名司鐸。